# Duda Sanadze
Duda Sanadze (en géorgien : დუდა სანაძე), né le 25 juillet 1992, à Tbilissi, en Géorgie, est un joueur géorgien de basket-ball. Il évolue au poste d'arrière.